# Hans Ulrich Walder-Richli
Pour les articles homonymes, voir Walder.
Hans Ulrich Walder-Richli né le 6 janvier 1929 et décédé le 30 octobre 2008 est un juriste, politicien et essayiste suisse.

## Biographie
Il fut juge au tribunal cantonal de Zurich de 1967 à 1973 et membre de la Cour de cassation de 1974 à 1999. Il fut huit ans conseiller général à Zollikon et trois ans député au Grand conseil du canton de Zurich. En 1977, il fonde l’Institut für zivilgerichtliches Verfahren (Institut pour la procédure civile) chargé d’organiser des journées consacrées à la procédure civile. En 1998, il fonde l’Institut Felsenegg dans le but de favoriser la liberté de pensée. En 2003, il met en place le Mouvement pour l’Indépendance, forum de discussion sur des questions politiques.

## Œuvres
- Tafeln Zum Zivilprozessrecht (Anhand Des Zivilprozessrechts Des Kantons Zurich)
- avec Fritzsche, Schuldbetreibung und Konkurs, t. I et II (3e éd., Zurich, 1984/1993)
- Zivilprozessrecht nach den Gesetzen des Bundes und des Kantons Zürich unter Berücksichtigung von anderen Zivilprozessordnungen (4e éd., Zurich, 1996).
- avec Jaeger, Kull et Kottmann, Bundesgesetz über Schuldbetreibung und Konkurs (commentaire de la loi fédérale sur les poursuites pour dettes et faillites), paru entre 1997 et 2001.